# Corps des cadets de Poltava

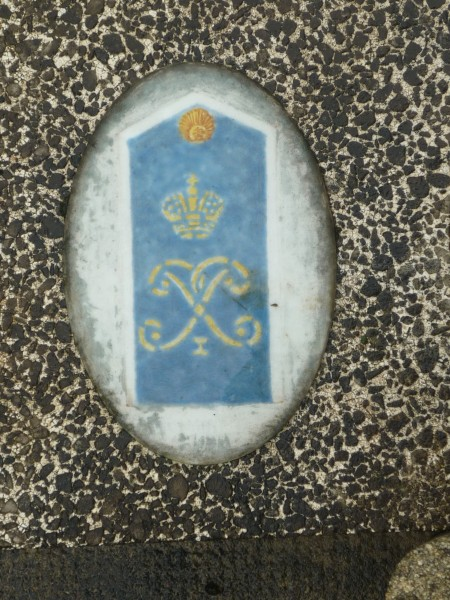
Patte d'épaule du corps de cadets de Poltava représentée sur une tombe du cimetière russe de Sainte-Geneviève-des-Bois

Le corps des cadets Pierre de Poltava ou Petrovski (en russe : Петровский Полтавский кадетский корпус, Petrovski Poltavski kadetski korpous) est une école militaire de cadets de l'Empire russe, située à Poltava (aujourd'hui en Ukraine). Elle préparait les jeunes gens de la noblesse à la carrière d'officiers. Sa fête était le 6 décembre (dans le calendrier julien), jour de la Saint-Nicolas.

## Historique
Le corps des cadets ouvre en 1840, à l'initiative du gouverneur militaire de Petite Russie, le prince Nikolaï Grigoriévitch Repnine, et selon la volonté de l'empereur Nicolas Ier, pour le gouvernement de Poltava, avec une centaine de cadets la première année. Le corps des cadets est financé par les assemblées de la noblesse de Poltava, Tchernigov, Ekaterinoslav et Kharkov. Son enseigne lui est donnée le 27 juin 1844. Deux tableaux prestigieux se trouvaient à l'école des cadets : un portrait de Pierre le Grand de Largillierre (1656-1746), peint pendant le séjour de celui-ci en France en 1717, et un autre portrait de Pierre le Grand à la bataille de Poltava, peint par Chebouïev (mort en 1856), offert par Nicolas Ier en 1844.
Ses anciens cadets participent à la guerre de Crimée. En 1856, on y ouvre les premières classes de spécialité, à l'issue desquelles les cadets accédaient au premier grade de la table des Rangs des officiers. Il reçoit en 1863 le statut de lycée militaire, comme tous les autres corps de cadets de l'Empire. Il reprend son ancien nom de corps de cadets en 1882. Les élèves sont âgés de 10 à 18 ans en sept années d'études.
Le bicentenaire de la bataille de Poltava est solennellement célébré le 27 juin 1909 dans l'établissement, en présence de l'empereur Nicolas II, qui donne aux cadets une médaille du bicentenaire. En 1914, le corps des cadets est organisé en quatre compagnies. Les officiers enseignants sont au nombre de dix-neuf et les élèves internes au nombre de 424.
Le corps des cadets est renommé gymnasium militaire en février 1917 et redevient corps des cadets pendant la période de l'hetmanat en 1918. Les épaulettes changent de forme.
Le corps des cadets est évacué, à cause de l'arrivée des bolchéviques, le 21 novembre 1919 à Vladikavkaz, puis à Koutaïs en Géorgie et en juillet 1920 en Crimée. Ensuite certains professeurs tentent de faire vivre ses traditions en Serbie.
Le corps des cadets a enseigné à 3 212 élèves à la date de 1913.
Une école d'infanterie bolchévique s'installe dans les anciens bâtiments de l'école des cadets en 1920, et une école militaire soviétique après 1945 dénommée école supérieure de fusées-antiaériennes. Après l'indépendance de l'Ukraine, la coupole de la chapelle est détruite, l'intérieur est ruiné, les plaques mémorielles des anciens élèves morts à la guerre détruites. Le bâtiment de 13 000 m2 tombant en ruines est vendu illégalement pour 19 millions de grivnias à un citoyen de l'État d'Israël, mort entre-temps, par l'ancien maire de Poltava, Anatoly Koukoba. L'affaire est portée devant la justice en 2010.

## Visites des souverains
Les empereurs ont visité le corps des cadets aux dates suivantes :
- Nicolas Ier : 1842, 1850, 1852 ;
- Alexandre II : 1859, 1867, 1872 ;
- Nicolas II : 1909.

## Bâtiment

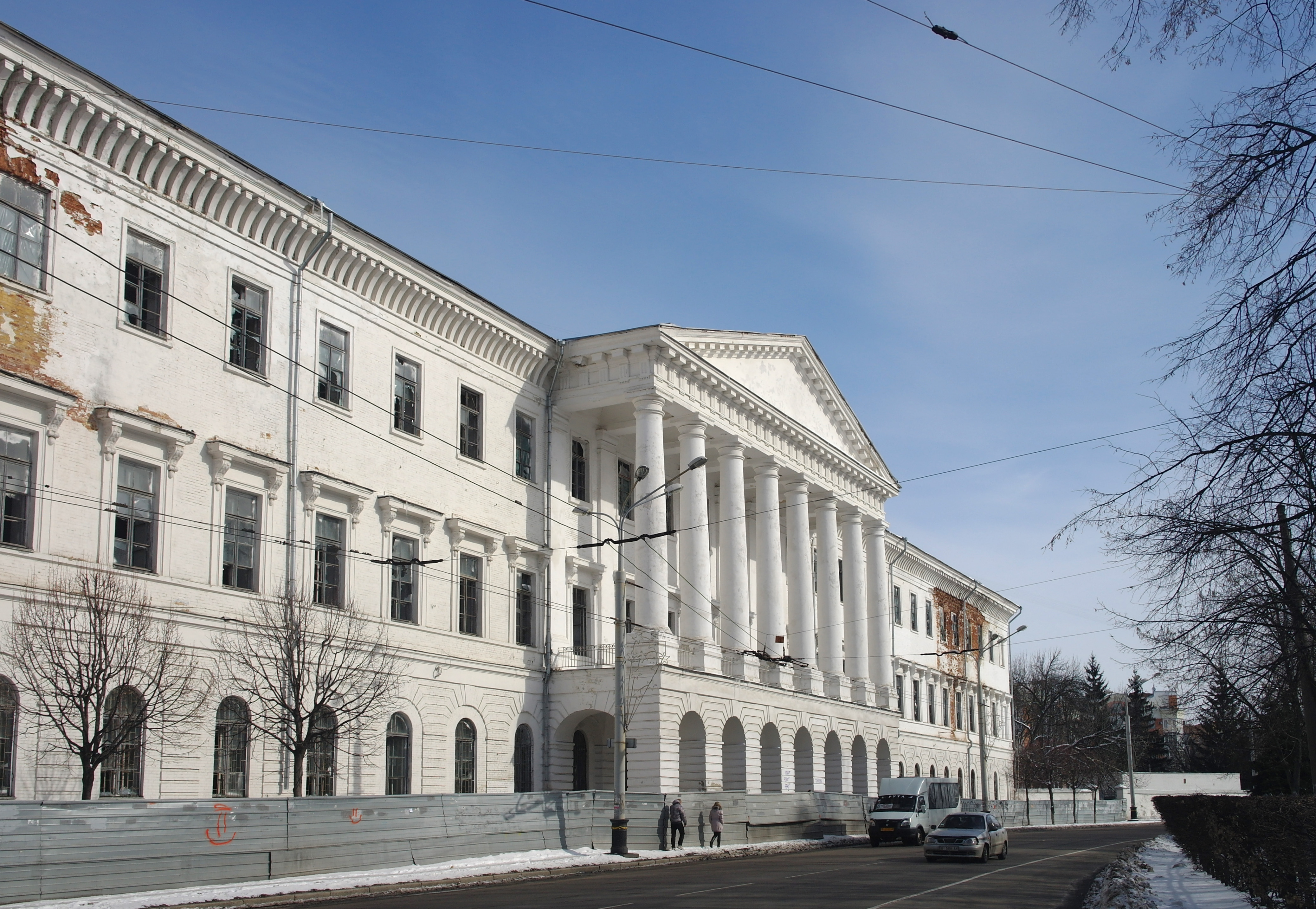
En 2013.

Le corps des cadets se trouve sur le bord de la Place ronde de Poltava dans un édifice imposant de style Empire, comme est dénommé à l'époque le style néoclassique en Russie, avec une colonnade octostyle dorique soutenant un fronton à la grecque au milieu de la façade donnant au nord-ouest de la place Ronde de la ville. La façade mesure 132 mètres de longueur et le plan de l'ensemble est en forme de T sur trois niveaux. L'architecte en est N.I. Bontch-Brouïevitch. La chapelle intérieure, vouée à saint Samson, dont la fête tombe le jour de la victoire de Poltava (1709), c'est-à-dire le 27 juin, était à l'époque l'une des églises les plus grandes du gouvernement de Poltava. Les murs à l'époque étaient en brique rouge, pour symboliser le sang des combattants de la bataille de Poltava, tandis que la colonnade et le portique étaient blancs.
Le bâtiment vide depuis 1995 a été livré aux déprédations et menaçait ruine, avant qu'un programme de restauration des façades ne soit entamé en 2010 par la municipalité, c'est un bâtiment inscrit au registre national des monuments d'Ukraine . Cependant le sort de l'édifice n'est pas encore fixé en 2011, car il appartient à un investisseur privé. Il se trouve au no 42 de la rue Oktiabrskaïa.

## Insigne
L'insigne de l'école est l'aigle impériale à deux têtes, triplement couronnée avec sur la poitrine une croix pattée alésée blanche arrondie au milieu de laquelle se trouve le chiffre de Pierre le Grand (deux P adossés en forme de X) sur fond azur. L'insigne était porté accroché par une chaînette à l'épaulette gauche et agrafé sur la chemise blanche avec col à la russe, sous l'épaule gauche.
Les épaulettes des cadets étaient bleu foncé avec le chiffre d'or de Pierre le Grand surmonté de la couronne impériale.

## Directeurs
- 1840-1842: major-général Vikenty Frantsévitch Svetlovski
- 1842-1849: major-général A.M. Stroumillo
- 4 mars 1849-1856: major-général Egor Petrovitch von Wrangel
- 1856-1859: major-général N.I. Youriev
- 1859-1860: major-général S.G. Tikhotski
- 1860-1865: lieutenant-général baron Alexandre von Üxküll-Gyllenband
- 1866-1873: lieutenant-général Simachko (1818-1892)[5]
- 1873-1889: général Krouglikov
- 18 janvier 1890-après le 1er septembre 1891: major-général Semion Stradetski
- 1891-1906: lieutenant-général Potocki
- 1906-1912: colonel Nikolaï Popov
- 1912-mai 1917: major-général Mikhaïl Klingenberg
- mai 1917-1920: colonel A. Antonov

## Anciens élèves
- Nikolaï von Derfelden
- Mikhaïl Alexeïévitch Domontovitch (1830-1902), futur général et grand-père d'Alexandra Kollontaï
- Vladimir Lvovitch Eliachévitch (1876-1915), pionnier de l'aviation par dirigeables
- Nikolaï Kazanli (1867-1916), compositeur et chef d'orchestre
- Pavel Adolfovitch Klodt von Jürgensburg
- Baron Nikolaï Korff
- Alexandre Loukomski (1868-1939)
- Baron Ivan von Merscheidt-Güllesem
- Prince Levan Mikeladzé
- Pavel Potocki (1857-1931)
- Sergueï Rachewsky (1866-1904)
- Futur métropolite Jean de Shanghaï
- Sergueï Savvitch (1863-1939)
- Nikolaï Alexandrovitch Yarochenko (1846-1898), général et peintre
- Joseph et Nicolas de Lochounoff, les enfants du Général Lochounoff et de Marie Potocki